# Campeonato de Apertura de la Segunda División de Chile 1981
El Campeonato de Apertura de la Segunda División de Chile 1981 de la Segunda División de Chile, correspondiente a la temporada 1981.
Su organización estuvo a cargo de la Asociación Central de Fútbol (ACF) y contó con la participación de 22 equipos.
El campeón fue Deportes Arica, que, por un marcador 1 - 0 ante Santiago Morning en la final, se adjudicó su primer título del Campeonato de Apertura de la Segunda División de Chile.

## Equipos participantes
| Equipo                                                                           | Ciudad                       |
| -------------------------------------------------------------------------------- | ---------------------------- |
| Cobresal                                                                         | El Salvador                  |
| Coquimbo Unido                                                                   | Coquimbo                     |
| Archivo:600px 600px bisection vertical White HEX-0033CC.svg Deportes Antofagasta | Antofagasta                  |
| Deportes Arica                                                                   | Arica                        |
| Deportes Aviación                                                                | El Bosque, Santiago de Chile |
| Deportes Colchagua                                                               | San Fernando                 |
| Deportes Linares                                                                 | Linares                      |
| Deportes Ovalle                                                                  | Ovalle                       |
| Green Cross Temuco                                                               | Temuco                       |
| Huachipato                                                                       | Talcahuano                   |
| Iberia                                                                           | Los Ángeles                  |
| Lota Schwager                                                                    | Coronel                      |
| Malleco Unido                                                                    | Angol                        |
| Rangers                                                                          | Talca                        |
| Regional Atacama                                                                 | Copiapó                      |
| San Antonio Unido                                                                | San Antonio                  |
| Santiago Morning                                                                 | Recoleta, Santiago de Chile  |
| Santiago Wanderers                                                               | Valparaíso                   |
| Talagante Ferro                                                                  | Talagante                    |
| Trasandino                                                                       | Los Andes                    |
| Unión La Calera                                                                  | La Calera                    |
| Unión San Felipe                                                                 | San Felipe                   |

## Primera Fase
Los 22 equipos se dividieron en cuatro grupos de 4 equipo y 5 equipos, debiendo jugar todos contra todos en dos ruedas. Los dos primeros de cada grupo clasificaron a los cuartos de final.

### Grupo 1
| Pos | Equipo               | PJ | PG | PE | PP | GF | GC | Dif | Pts |
| --- | -------------------- | -- | -- | -- | -- | -- | -- | --- | --- |
| 1   | Regional Atacama     | 8  | 4  | 3  | 1  | 6  | 5  | +1  | 10  |
| 2   | Deportes Arica       | 8  | 3  | 3  | 2  | 10 | 5  | +5  | 9   |
| 3   | Coquimbo Unido       | 8  | 3  | 2  | 3  | 14 | 11 | +3  | 8   |
| 4   | Cobresal             | 8  | 1  | 4  | 3  | 12 | 15 | -3  | 6   |
| 5   | Deportes Antofagasta | 8  | 2  | 2  | 4  | 10 | 16 | -6  | 6   |

### Grupo 2
| Pos | Equipo             | PJ | PG | PE | PP | GF | GC | Dif | Pts |
| --- | ------------------ | -- | -- | -- | -- | -- | -- | --- | --- |
| 1   | Trasandino         | 8  | 5  | 1  | 2  | 20 | 11 | +9  | 13  |
| 2   | Unión La Calera    | 8  | 4  | 1  | 3  | 20 | 18 | +2  | 11  |
| 3   | Unión San Felipe   | 8  | 2  | 4  | 2  | 19 | 20 | -1  | 10  |
| 4   | Santiago Wanderers | 8  | 2  | 2  | 4  | 7  | 10 | -3  | 6   |
| 5   | Deportes Ovalle    | 8  | 2  | 2  | 4  | 10 | 17 | -7  | 6   |

### Grupo 3
| Pos | Equipo             | PJ | PG | PE | PP | GF | GC | Dif | Pts |
| --- | ------------------ | -- | -- | -- | -- | -- | -- | --- | --- |
| 1   | Santiago Morning   | 10 | 5  | 5  | 0  | 19 | 9  | +10 | 16  |
| 2   | Rangers            | 10 | 5  | 3  | 2  | 17 | 16 | +1  | 13  |
| 3   | Talagante Ferro    | 10 | 4  | 2  | 4  | 18 | 13 | +5  | 13  |
| 4   | San Antonio Unido  | 10 | 3  | 3  | 4  | 14 | 14 | 0   | 8   |
| 5   | Deportes Aviación  | 10 | 1  | 5  | 4  | 6  | 11 | -5  | 5   |
| 6   | Deportes Colchagua | 10 | 1  | 4  | 5  | 8  | 19 | -11 | 4   |

### Grupo 4
| Pos | Equipo             | PJ | PG | PE | PP | GF | GC | Dif | Pts |
| --- | ------------------ | -- | -- | -- | -- | -- | -- | --- | --- |
| 1   | Deportes Linares   | 10 | 7  | 0  | 3  | 17 | 10 | +7  | 15  |
| 2   | Green Cross Temuco | 10 | 3  | 4  | 3  | 13 | 10 | +3  | 10  |
| 3   | Malleco Unido      | 10 | 4  | 3  | 3  | 11 | 9  | +2  | 10  |
| 4   | Huachipato         | 10 | 2  | 4  | 4  | 10 | 17 | -7  | 7   |
| 5   | Iberia             | 10 | 1  | 6  | 3  | 10 | 12 | -2  | 6   |
| 6   | Lota Schwager      | 10 | 2  | 5  | 3  | 9  | 12 | -3  | 6   |

## Cuartos de final
|  | Deportes Arica | 1:3 | Unión La Calera |  |  |

|  | Unión La Calera | 3:2-0-1 | Deportes Arica |  |  |

- Deportes Arica ganó en el alargue.

| estadio = | Regional Atacama | 1:1 | Trasandino |  |  |

|  | Trasandino | 1:0 | Regional Atacama |  |  |

- Trasandino ganó 2-1 en el marcador global.

|  | Deportes Linares | 1:1 | Rangers |  |  |

|  | Rangers | 1:2 | Deportes Linares |  |  |

- Linares ganó en el alargue.

|  | Green Cross Temuco | 2:2 | Santiago Morning |  |  |

|  | Santiago Morning | 3:1 | Green Cross Temuco |  |  |

- Santiago Morning ganó 5-2 en el marcador global.

## Semifinales
|  | Deportes Arica | 3:0 | Deportes Linares |  |  |

|  | Trasandino | 1:3 | Santiago Morning |  |  |

## Final
|  | Deportes Arica | 1:0 | Santiago Morning |  |  |

## Campeón
| Chile                    |
| Deportes Arica 1º título |